# Berg te Buttinge
De Berg te Buttinge was een mottekasteel in het Nederlandse dorp Buttinge, provincie Zeeland. Van de motte zijn geen restanten bewaard gebleven.

## Geschiedenis
De heuvel zal in twee fasen zijn aangelegd: in de 12e eeuw is er eerst een vliedberg of terp opgeworpen die in de 13e eeuw verder werd opgehoogd en van een versterking voorzien.
In 1834 was de heuvel nog negen meter hoog.
Vanwege plannen voor ruilverkaveling in het gebied, is in 1951 een archeologisch onderzoek uitgevoerd. Op dat moment was de heuvel nog 2,6 meter hoog. Na afloop van het onderzoek is de heuvel geheel afgegraven en definitief uit het landschap verdwenen.

## Beschrijving
In de 11e of 12e eeuw werd een terp van één meter hoogte opgeworpen. Rondom de terp lag een sloot; de grond die bij het graven van de sloot vrijkwam, is gebruikt om de terp mee aan te leggen. De terp had een rechthoekige vorm met een afmeting van 22,5 bij 15 meter. Bovenop heeft een houten gebouw van 16 bij 9 meter groot gestaan, waarschijnlijk een schuur of boerenwoning.
Rond 1300 is de terp verder opgehoogd. De doorsnede was toen circa 32 meter. Op de terp verscheen een bouwwerk, opgetrokken uit kloostermoppen. Waarschijnlijk ging het om een verdedigbare toren. Het is niet bekend hoe groot deze toren was. Omdat er bij het archeologisch onderzoek in 1951 geen aardewerk is aangetroffen van de periode na de 16e eeuw, wordt er van uit gegaan dat de toren rond die tijd is afgebroken.
Aldegonde · Kasteel van Axel · Baarland · Baarsdorp · Barbestein · Biervliet · Bieweg · Blodenburg · Huis der Boede · Brijdorpe · Bruëlis · 't Burchtje · Burggravensteen · Buttinge · Coxijde · Crayenstein · Duinbeek · Duivelsberg · Ellewoutsdijk · Filippenburg · Geersdijk · Gistellis · Gravenhof · Slot Haamstede · Kasteel Hellenburg · Herkestein · Heuvelsweg · Hoge Huis · Ter Hooge · Hoogkamer · Kats · Kind van Trente · Kleverskerke · Kortgene · Kreke · Kruiningen · Laterdale · Lodijke · Maalstede (Hulst) · Maalstede (Kapelle) · Magdalon · Hof Ter Moere · Moermond · Te Mortiere · Muiden · Hof ter Nisse (Nisse) · Hof ter Nisse (Ossenisse) · Oostende · Oostende (Goes) · Oosterstein · Poelvoorde · Poortvliet · Popkensburg · De Pottere · Poucques · Pronkenburg · Ravenstein · Saeftingher Slot · Kasteel van Sint-Maartensdijk · Schengen · Sluis · Smallegange · Stavenisse · Tolhuis van Iersekeroord · Huus ter Tolne · Torenberg · Torenhoeve · Toren van Bourgondië · Troye · Valkenisse · Vinninghen · Vlissingen · Voorhoute · Waarde · Watervliet · Weldamme · Welland · Huis te Werf · Te Werve · Westenschouwen · Westhove · Westkerke · Windenburg · Zandenburg · Zwanenburg